# Килелер (дим)
Килеле́р (греч. Δήμος Κιλελέρ) — община (дим) в Греции. Входит в периферийную единицу Лариса в периферии Фессалия. Население 20 854 человек по переписи 2011 года. Площадь общины — 976,255 квадратного километра. Плотность — 21,36 человека на квадратный километр. Административный центр — Никея, исторический центр — Килелер. Димархом на местных выборах в 2014 году избран и в 2019 переизбран Атанасиос Насиакопулос (Αθανάσιος Νασιακόπουλος).
Община Килелер создана  в 1997 году (ΦΕΚ 244Α). В 2010 году (ΦΕΚ 87Α) по программе «Калликратис» к общине Килелер присоединены населённые пункты упразднённых общин Арменион, Кранон, Платикамбос и Никея.
Община (дим) Килелер делится на пять общинных единиц.